# Aino Taube
Aino Taube (11. juli 1912 i Espergærde – 3. juni 1990 i Stockholm) var en svensk skuespillerinde. Taube spillede med i 35 svenske film mellem 1931 og 1976.

## Udvalgt filmografi
- 1978 - Hedebyborna
- 1976 - Ansikte mot ansikte
- 1971 - Beröringen
- 1969 - Fadern
- 1957 - Gäst i eget hus
- 1952 - Kvinnors väntan
- 1946 – Åsa-Hanna
- 1943 - Tåg 56
- 1940 - Med livet som insats
- 1940 - Alle man på post
- 1937 – Lajla
- 1937 - Sara lär sig folkvett
- 1934 – Sången om den eldröda blomman
- 1933 - Augustas lilla felsteg
- 1933 - Fridolf i lejonkulan
- 1931 - Skepparkärlek